# تیموتی وانگ
تیموتی وانگ (انگلیسی: Timothy Wang؛ زادهٔ ۱۷ اوت ۱۹۹۱) یک بازیکن تنیس روی میز اهل ایالات متحده آمریکا است.